# Oldsmobile Achieva
El Oldsmobile Achieva fue introducido en 1992 y fue un automóvil de tracción delantera, compacto basado en la plataforma de GM N que compartió con sus hermanos: el Pontiac Grand Am y Buick Skylark, que también se produjeron de 1992 a 1998. El 1997-1999 Oldsmobile Cutlass y 1997-2003 Chevrolet Malibu también compartierón la plataforma N. El Achieva sustituyó al Cutlass Calais durante el último año del modelo en 1991, que también estaba en la plataforma de GM N.

## Información
El Achieva estaba disponible como un sedán y un coupé. También tenía cuatro niveles de equipamiento, S, SC, SL, y SCX. El SCX era una versión de alto rendimiento de la SC. Que viene equipado con la más alta aspiración natural de salida de cuatro cilindros del motor de GM el W41.  Este motor se complementa con una especialmente construida tracción de 5 velocidades con un diferencial especial que transfiere el par a la rueda con mayor tracción. Los motores disponibles eran la versión de alto rendimiento de los Quad 2,3 L 4 (LGO), versión de baja producción de la cuádruple 4 2.3 L de cuatro 4 (LD2) y el 3,1 L V6. El Achieva fue vendido a los concesionarios en 1997, con restos de 97 automóviles que se venden a flotas de alquiler para el año 1998, hasta que fue reemplazado por el Alero en 1999. 
El Achieva fue visto por primera vez como prototipo en el 1991 Chicago Auto Show que se dijo para reemplazar al Calais, ya que ambos comparten una tracción delantera y la misma distancia entre ejes. Al año siguiente, el Achieva fue parte de la línea de producción de Oldsmobile. Se ofrece en cuatro ajustes diferentes: S y SL que estaban a su disposición en dos y cuatro puertas, y el deportivo SC y el coupé de SCX. El S era como el modelo estándar tiene una potencia de 120 hp con motor 2.3 litros OHC de 4 cilindros. El SL por otro lado tenía 160 hp (120 kW) del motor que se hace opcional para el modelo S. A 160- horsepower 3.3 L V6 engine was optional for the SL. A 160 - caballos de fuerza 3.3 L V6 era opcional para el SL. El SC coupé tiene 180 caballos de fuerza (130 kW) con transmisión de 5 velocidades manual o una automática de 3 velocidades. Una característica interesante, en exclusiva para el sedán Achieva, fue la presencia en la parte trasera de faldas guardabarros. Aunque sigue siendo un elemento de diseño común en la época, que eran por lo general sólo en coches más grandes, no los compactos. Su similar el Buick Skylark sedán y coupé también tenía las faldas del guardabarros trasero.